# Gertrud von le Fort

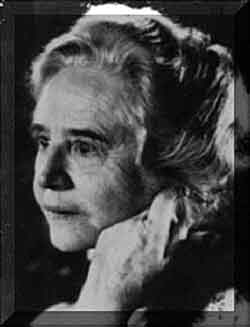
Gertrud von le Fort um 1935

Gertrud von le Fort (* 11. Oktober 1876 in Minden, Westfalen; † 1. November 1971 in Oberstdorf, Bayern) war eine deutsche Schriftstellerin, die als bedeutende Vertreterin des Renouveau catholique in Deutschland gilt. Ihr bekanntestes Werk ist der Konversionsroman Das Schweißtuch der Veronika.

## Leben

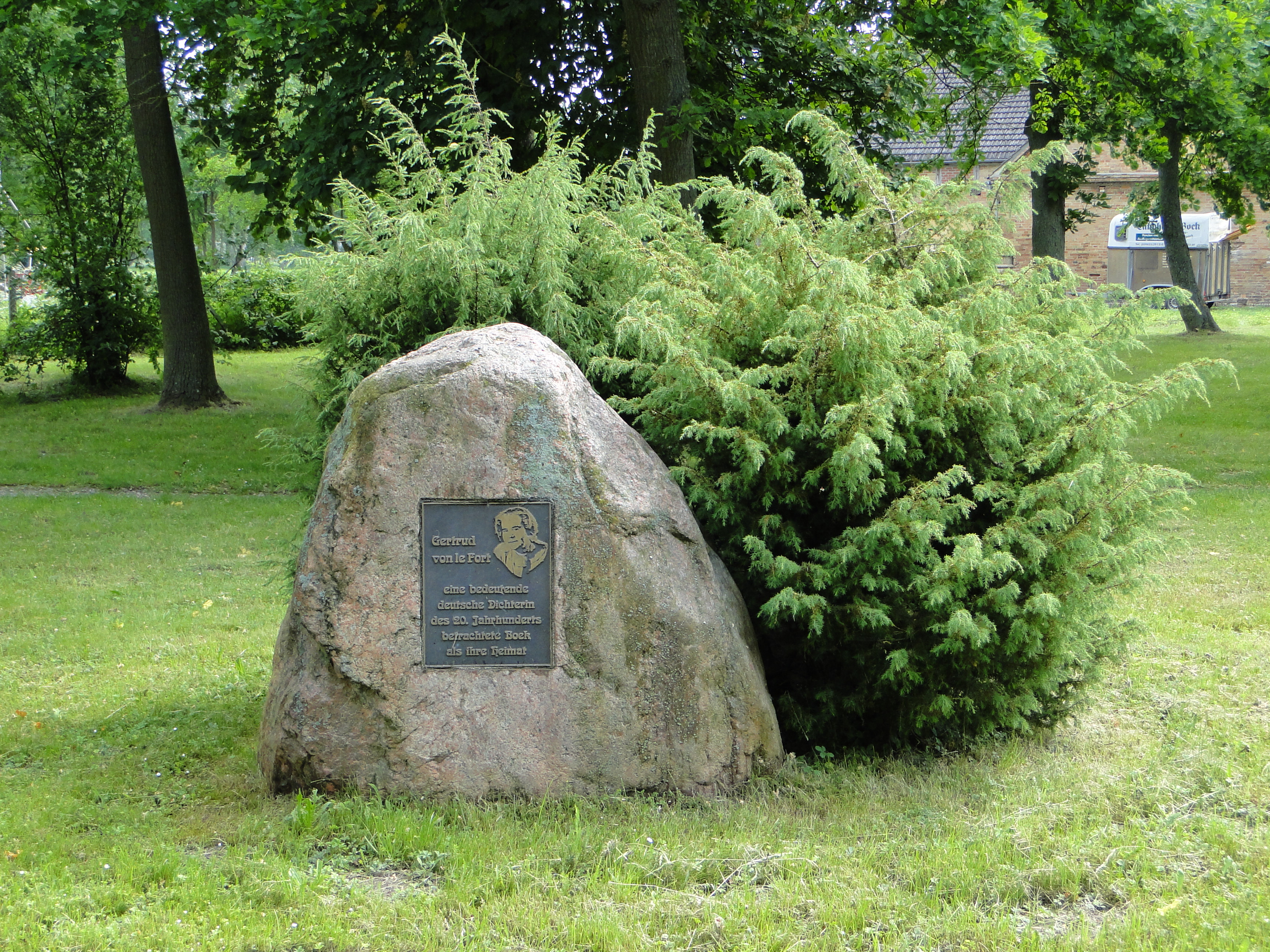
Gedenkstein für Gertrud von le Fort in Boek

Gertrud von le Fort, nach der Geburtsurkunde Gertrud Auguste Lina Elsbeth Mathilde Petrea Freiin von le Fort, stammte aus dem hugenottischen Adelsgeschlecht le Fort und verbrachte ihre Kindheit auf dem Familiengut Boek, heute Ortsteil von Rechlin an der Müritz in Mecklenburg, sowie in verschiedenen Garnisonsstädten, an denen ihr Vater Lothar von le Fort (1831–1902), ein preußischer Oberst, im Laufe seiner Karriere stationiert war, unter anderem in Ehrenbreitstein bei Koblenz. Ihre Mutter war Elsbeth, geborene von Wedel-Parlow (1842–1918). Bis zum 14. Lebensjahr wurde Gertrud von le Fort im Elternhaus privat unterrichtet, zum Teil durch den Vater anhand des Familienarchivs. Erst anschließend besuchte sie die öffentliche Schule in Hildesheim. 1896 unternahm die Zwanzigjährige ihre erste Auslandsreise nach Wien und Norditalien. 1902 starb ihr Vater, zuletzt Großherzoglicher Kommissar für Polizeiangelegenheiten in Ludwigslust. Gertrud unternahm nun weitere Reisen ins europäische Ausland. Entscheidende Bedeutung für ihr weiteres Leben und Werk hatte ein Aufenthalt in Rom 1907.
Ab 1908 studierte sie an der Ruprecht-Karls-Universität Heidelberg, der Philipps-Universität Marburg und der Friedrich-Wilhelms-Universität zu Berlin evangelische Theologie, Geschichtswissenschaft, Kunstgeschichte, Literaturwissenschaft und Philosophie, unter anderem als Schülerin Hans von Schuberts und des Religionsphilosophen Ernst Troeltsch, dessen Glaubenslehre (1925) sie postum nach eigenen Vorlesungsmitschriften herausgab. Mit Kriegsbeginn 1914 siedelte die Familie von Ludwigslust nach Boek an die Müritz. Ihr jüngerer Bruder Stephan von le Fort erbte 1914 das Gut Boek. Wegen seiner Beteiligung am Kapp-Putsch 1920 musste er Mecklenburg verlassen. Gertrud verwaltete das Gut, bis es von der mecklenburgischen Regierung beschlagnahmt wurde, und verließ Mecklenburg.
Nach Erwerb eines Hauses lebte Gertrud von le Fort seit 1922 in Baierbrunn bei München. Sie suchte, stark von der römisch-katholischen Kirche angezogen, in ihren religionsphilosophischen Studien eine Klärung ihrer konfessionellen Zugehörigkeit und veröffentlichte den Gedichtzyklus Hymnen an die Kirche (1924), ein „Zwiegespräch“ zwischen der „nach Gott verlangenden Seele“ und „der Stimme der Kirche“, durch die Gott antwortet. „Le Fort gibt dadurch zu verstehen, dass nicht zuerst die Kirche den Menschen bekehrt, sondern Gott uns durch die Kirche zu sich ruft. Die Kirche führt den Menschen unmittelbar zu Gott: Sie lässt Gott selbst durch Zeichen und Worte erscheinen.“ Zwei Jahre später, 1926, konvertierte sie in Rom zur katholischen Kirche. Le Fort publizierte anfangs auch unter den Pseudonymen Gerta von Stark und Petrea Vallerin.
In Aufzeichnungen und Erinnerungen (1951) erklärte sie die Konversion als Überwindung der konfessionellen Trennung aus dem Erlebnis der Einheit des Glaubens. Das „zentralchristliche Glaubensgut des Protestantismus“ stamme aus der „Mutterkirche“ und bleibe ihn ihrem Schoß erhalten und geborgen. „Es gehe um die Erkenntnis, dass die Glaubensspaltung „in letzter religiöser Schau“ weniger eine Spaltung des Glaubens sei als eine Spaltung der Liebe“. In einem persönlichen Brief erläutert sie: „Ich habe die katholische Kirche zwar nicht als Gegensätzliches zur evangelischen Kirche erlebt, wohl aber als deren Heimat. [...] Es gibt nur eine allgemeine christliche Kirche, die wir im Apostolikum bekennen. Wo dieses Bekenntnis am stärksten lebt, da muss auch der Herzschlag der Kirche sein.“ (Die Tagespost)
Von Baierbrunn aus unternahm Gertrud von le Fort zahlreiche Reisen nach Italien und hielt seit 1933 Vortragsabende in der Schweiz wie auch in Deutschland. Sie schloss Freundschaften mit Theodor Haecker, Erich Przywara (über ihn lernte sie 1932 Edith Stein kennen) sowie dem Diplomaten Paul Petit (über ihn gelang der Kontakt zu Paul Claudel). Ihre Vorstellungen von einem „christlichen Heiligen Deutschen Reich“ und dem Katholizismus standen in krassem Gegensatz zur Ideologie des Nationalsozialismus. Trotzdem konnte sie 1938 ihren Roman Die Magdeburgische Hochzeit im Insel Verlag publizieren. Im Jahr 1939 übersiedelte Gertrud von le Fort nach Oberstdorf im Allgäu, wo bis zu ihrem Tod 1971 ihr Hauptwohnsitz blieb. Dennoch weilte sie drei Jahre lang, von 1946 bis 1949, bei Freunden in der Schweiz.
Gertrud von le Fort war ab 1950 Mitherausgeberin der Zeitschrift Das literarische Deutschland und trat in Verbindung mit Paul Claudel, Hermann Hesse, Reinhold Schneider, Friedrich Gogarten und Carl Zuckmayer.
Ihr Grab befindet sich auf dem Friedhof an der Trettachstraße in Oberstdorf. In ihrem Testament vermachte sie die Einkünfte ihres literarischen Werkes zu gleichen Teilen an die Evangelisch-Theologische Fakultät der Universität Heidelberg und die Katholisch-Theologische Fakultät der Universität München.

## Wirken
Im Zentrum ihrer Romane, Novellen, Erzählungen und Lyrik stehen Glaubensfragen in meist historischen Stoffen; die römisch-katholische Kirche erscheint als Mittlerin und als sittliche Ordnungsmacht. In ihrem Werk geht es von le Fort um die persönliche Glaubensentscheidung, um den Sinn von Leid und Opfer, um die Auseinandersetzung der Kirche mit Unglauben und menschlicher Schwäche sowie um psychologische Darstellungen seelischer Entwicklungen, besonders der Frauen.
1928 publizierte sie Das Schweißtuch der Veronika, dessen Fortsetzung sie 1946 unter dem Titel Der Kranz der Engel veröffentlichte. In Die Letzte am Schafott (1932) beschrieb sie das Schicksal der Märtyrinnen von Compiègne, sechzehn Unbeschuhten Karmelitinnen, die in der Französischen Revolution mit der Guillotine hingerichtet wurden. Georges Bernanos (1888–1948) dramatisierte den Stoff unter dem deutschen Titel Die begnadete Angst (1948); dieses Stück wiederum diente als Vorlage für die Oper Dialogues des Carmélites von Francis Poulenc. Weitere Werke Gertrud von le Forts sind die Hymnen an die Kirche (1924), Hymnen an Deutschland (1932), Die ewige Frau (1934), Die Magdeburgische Hochzeit (1938) und Am Tor des Himmels (1954).
Ihr Frauenbild in die Die ewige Frau wurde nach eigener Aussage durch die Begegnung mit Edith Stein wesentlich beeinflusst. Sie beschreibt die Frau als ein kosmisch-metaphysisches Wesen von religiösem Rang nach einem göttlichen Urbild. Jede Frau solle die Rollen von Jungfrau (virgo), Braut (sponsa) und Mutter (mater) in sich vereinen, wobei Maria, die Gottesmutter, das ideale Vorbild darstellt. Nach Karina Binders Analyse entsprechen die weiblichen Figuren in le Forts erzählendem Werk diesem Idealbild. Die Karmeliterinnen Blanche de la Force und Marie de l’Incarnation verkörpern die Jungfräulichkeit durch ihre Selbsthingabe an Christus. Claudia Procula, die Frau des Pontius Pilatus, entwickelt sich von einer egoistischen zu einer selbstlosen Liebenden durch den Blick Christi. Anne de Vitré erkennt schließlich, dass eine Frau dazu bestimmt ist, Leben zu schenken, und opfert ihr eigenes Leben, um das eines Kindes zu retten. Alle drei Figuren – Blanche, Claudia und Anne – verkörpern die Barmherzigkeit und die stellvertretende Funktion im Sinne von Christus. Sie alle opfern ihr Leben für andere und werden durch Gottes Erbarmen zu dem, was sie sind. Le Fort betont, dass die Frau nicht losgelöst von Barmherzigkeit und Hingabebereitschaft gedacht werden kann. Abschließend stellt sie fest, dass die Erfahrung der göttlichen Liebe nur durch die Rückkehr zu menschlicher Barmherzigkeit möglich ist, und hebt die Rolle der Frau als Hüterin des Friedens hervor.
Le Fort gehörte dem Kuratorium der 1959 gegründeten Deutsch-Israelischen Studiengruppe München an, die sich in München für die NS-Aufarbeitung, gegen den Antisemitismus und für die Annäherung mit Israel engagierte.

## Rezeption
Gertrud von le Fort wird als bedeutende deutsche Vertreterin des Renouveau catholique gesehen. Günter Häntzschel, Adrian Hummel und Jörg Zedler stellen die Rezeptionsgeschichte seit den Anfängen dar: Le Fort konnte auch während der Zeit des Nationalsozialismus publizieren, in der sie politisch ignoriert wurde, auch wenn ihr Weiblichkeitskonzept dem nationalsozialistischen deutlich widersprach. In der Nachkriegszeit war sie bis in die 60er Jahre mit ziemlich hohen Auflagen vertreten; ihre Werke waren auch als christliche Schullektüre verbreitet, bis darauf eine eher gesellschaftskritische Literaturrichtung dominierte. Sie sei zur "moralischen Autorität" aufgestiegen, habe als innere Immigrantin und Frauenrechtlerin gegolten. Konflikte mit der Amtskirche und ihr Eintreten gegen die atomare Bewaffnung Deutschlands und den Beitritt zur NATO hätten ihre Publizität gefördert. Nach 1960 geriet sie weitgehend in Vergessenheit.

## Gertrud von le Fort-Gesellschaft
Gemäß testamentarischer Verfügung le Forts übernahm ihre langjährige Sekretärin Eleonore von La Chevallerie (gest. 2004) 1971 die Autorenrechte an den Werken le Forts und vertraute den literarischen Nachlass dem Deutschen Literaturarchiv Marbach an. 1982 regte sie die Gründung der Gertrud von le Fort-Gesellschaft an. Mitgründer und langjähriger Präsident war Prof. Dr. Lothar Bossle, sie war Vizepräsidentin. Gründungsmitglieder waren außerdem Eugen Biser und der Germanist Dr. Joël Pottier. Ingo Zimmermann übernahm nach Bosle kommissarisch die Leitung, 2002 wurde Antje Kleinewefers Präsidentin, 2012 Dr. Elisabeth Münzebrock, 2021 Gudrun Trausmuth. Vizepräsidentin ist Hanna-Barbara Gerl-Falkovitz.

## Zitat
„Meine Dichtung lebt überall von der Gewissheit, daß es nicht nur subjektive und zeitlich bedingte Einstellungen zur Wirklichkeit gibt, sondern auch überzeitliche Gültigkeiten, überpersönliche Ordnungen und objektive Wahrheiten, welche durch die subjektiven und zeitlichen Wahrheiten hindurchschimmern, und von denen diese erst ihren letzten Sinn und ihre letzte Deutungsmöglichkeit erhalten. Jedem zeitlichen Bild liegt ein ewiges Bild zu Grunde, das es – wenn auch noch so dunkel und unvollkommen – verkündigt, ja das es auch dann noch unfreiwillig verkündigen muss, wenn es sein ewiges Bild verleugnet – es verkündigt es in der negativen Form […].“

– Gertrud von le Fort: Grundsätzliches

## Ehrungen und Mitgliedschaften

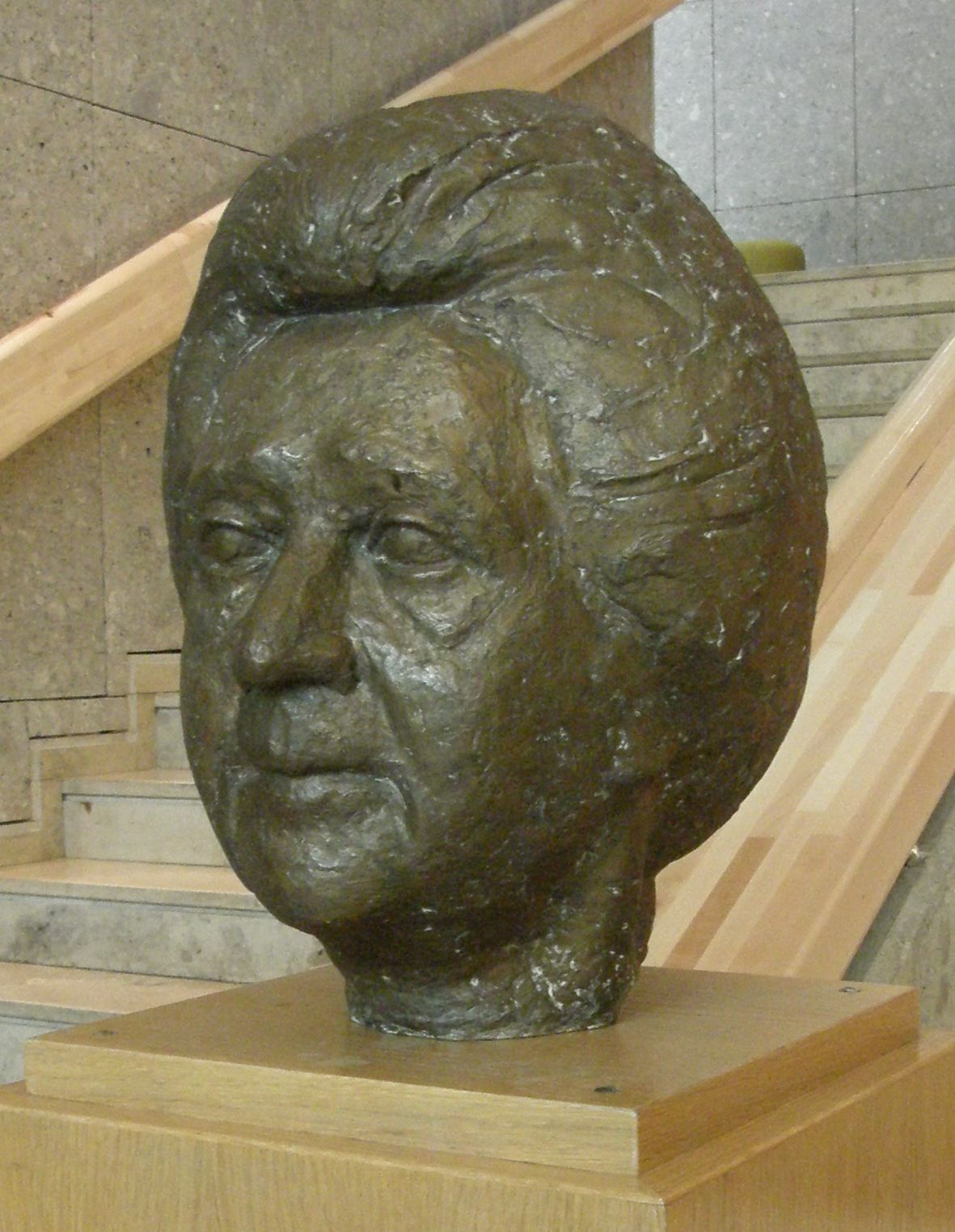
Von Walter Kalot geschaffene Büste von Gertrud von le Fort

- 1947 Literaturpreis der Landeshauptstadt München
- 1948 Gedenkpreis der Badischen Landesregierung (zusammen mit Reinhold Schneider)
- 1948 Ordentliches Mitglied der Bayerischen Akademie der Schönen Künste
- 1950 Ordentliches Mitglied der Deutschen Akademie für Sprache und Dichtung
- 1952 Gottfried-Keller-Preis
- 1953 Großes Verdienstkreuz der Bundesrepublik Deutschland
- 1956 Ordentliches Mitglied der Akademie der Künste, West-Berlin
- 1956 Großer Preis des Landes Nordrhein-Westfalen für Literatur
- 1956 Ehrendoktorin der Ludwig-Maximilians-Universität München (Katholisch-Theologische Fakultät) als erste Frau
- 1956 Ehrenbürgerin von Oberstdorf
- 1959 Bayerischer Staatspreis
- 1959 Bayerischer Verdienstorden
- 1959 Ehrenring des Landkreises Sonthofen
- 1966 Großes Verdienstkreuz mit Stern der Bundesrepublik Deutschland[19]
- 1966 Ehrenbürgermedaille von Oberstdorf
- 1969 Kultureller Ehrenpreis der Landeshauptstadt München
- 1976 Benennung des Gertrud-von-le-Fort-Gymnasium Oberstdorf
- 1976 Stiftung der Gertrud-von-le-Fort-Medaille durch die Marktgemeinde Oberstdorf[20]
- 1977 Benennung der Gertrud-von-Le-Fort-Straße in Koblenz
- ca. 1980 Benennung der Gertrud-von-Le-Fort-Straße in Regensburg[21]

## Werke

### Lyrik
- Der alte Eichbaum, 1893
- Meereswogen, 1893
- Kehre wieder, 1893
- Die ewige Lampe, 1895
- Zwei alte Häuser, 1895
- Gedichte, 1900
- Die Königskinder, 1903
- Christuslied, 1905
- Die Emigranten, 1905
- Die Schwermutblume, 1906
- Die Herbstfrau, 1906
- Vogel Traum, 1906
- Es war ein Markgraf über dem Rhein, 1907
- Lieder und Legenden, 1912
- Sternenlied, 1914
- Lied eines schlesischen Geschlechts, 1914
- Wiegenlieder der Emigranten, 1914
- Die Emigranten, 1914
- Die Kathedrale nach der Schlacht, 1914
- Lied einer galizischen Nonne, 1915
- Allerseelen, 1915
- Die Sibylle, 1920
- Deutsches Leid, 1923
- Hymnen an die Kirche. Theatiner Verlag, München 1924, DNB 580530418.
- Hymnen an Deutschland. Verlag Kösel & Pustet, München 1932, DNB 361143745.
- Gedichte. Insel-Verlag, Wiesbaden 1949, DNB 452745152.
- Aphorismen. Ehrenwirth Verlag, München 1962, DNB 452744881.
- Die Mauer, 1966

### Romane
- Prinzessin Christelchen. Ein Hofroman, 1904 (unter dem Pseudonym Gerta von Stark) Leseprobe
- Der Kurier der Königin. Roman. Als Petrea Ballerin. Mit Zeichnungen von Rudolf Wirth. Verlag Kösel & Pustet, München 1927, DNB 576269344.
- Das Schweißtuch der Veronika. Verlag Kösel & Pustet, München 1928, DNB 366537377 (Ab 1946 als Teil 1: Der römische Brunnen).
- Der Papst aus dem Ghetto. Die Legende des Geschlechtes Pier Leone. Roman. Transmare Verlag, Berlin 1930, DNB 57458417X.
- Die Magdeburgische Hochzeit. Roman. Insel-Verlag, Leipzig 1938, DNB 574837973.
- Der Kranz der Engel (= Das Schweißtuch der Veronika. Teil 2). Michael Beckstein Verlag, München 1946, DNB 452745691.

### Erzählungen
- Die roten Schuhe, 1897
- Jacomino, 1899
- Das Auge der Liebe, 1901
- Um eines Königs Herz, 1902
- Spökenkieken, 1907
- In hoc signo vinces, 1908
- Peters Passionen, 1909
- Der Klosterkater, 1910
- Das Privilegium der Damen von Glanta, 1910
- Donna Tullias Perlen, 1923
- Die Letzte am Schafott. Novelle. Verlag Kösel & Pustet, München 1931, DNB 574584129.
- Das Reich des Kindes. Legende der letzten Karolinger (= Die kleine Bücherei. Band 27). Langen Müller Verlag, München 1934, DNB 580530434.
- Die Vöglein von Theres. Eine Legende. In: Insel-Almanach auf das Jahr 1937. Insel-Verlag, Leipzig 1936, S. 39–46 (Digitalisat in der Google-Buchsuche).
- Die Opferflamme. Erzählung (= Insel-Bücherei. Band 533). Insel-Verlag, Leipzig 1938, DNB 580530426.
- Die Abberufung der Jungfrau von Barby. Erzählung. Michael Beckstein Verlag, München 1940, DNB 574583920.
- Die Tochter Farinatas. In: Insel-Almanach auf das Jahr 1940. Insel-Verlag, Leipzig 1939, S. 85–101 (Digitalisat in der Google-Buchsuche).
- Das Gericht des Meeres (= Insel-Bücherei. Band 210/2). Insel-Verlag, Leipzig 1943.
- Die Consolata. Insel-Verlag, Wiesbaden 1947, DNB 452745004.
- Plus ultra. Insel-Verlag, Wiesbaden 1950.
- Gelöschte Kerzen. 2 Erzählungen. Ehrenwirth Verlag, München 1953, DNB 452745578 (Enthält: Die Verfemte, Die Unschuldigen).
- Am Tor des Himmels. Novelle. Insel-Verlag, Wiesbaden 1954, DNB 452746299.
- Die Frau des Pilatus. Novelle. Insel-Verlag, Wiesbaden 1955, DNB 452745071.
- Der Turm der Beständigkeit. Novelle. Insel-Verlag, Wiesbaden 1957, DNB 452746353.
- Die letzte Begegnung. Novelle. Insel-Verlag, Wiesbaden 1959, DNB 452744970.
- Das fremde Kind. Erzählung. Insel-Verlag, Frankfurt am Main 1961, DNB 452744970.
- Die Tochter Jephthas. Eine Legende. Insel-Verlag, Frankfurt am Main 1964, DNB 452746280.
- Das Schweigen. Eine Legende. Zeichnungen von Robert Wyss. Arche Verlag, Zürich 1967, DNB 457380799.
- Der Dom. Erzählung. Ehrenwirth Verlag, München 1968, DNB 457380675.
- Unsere liebe Frau vom Karneval. Eine venezianische Legende. Illustrationen von Robert Wyss. Arche Verlag, Zürich 1975, ISBN 3-7160-1526-1.

### Autobiografisches
- Aufzeichnungen und Erinnerungen. Benziger, Köln 1951, DNB 452744954.
- Hälfte des Lebens. Erinnerungen. Ehrenwirth Verlag, München 1965, DNB 452745365.

### Essays
- Frauengestalten in Schillers Leben, 1905
- Frauentragödien im Tower, 1906
- Die ewige Frau. Die Frau in der Zeit, die zeitlose Frau. Verlag Kösel & Pustet, München 1934, DNB 57458398X.
- Unser Weg durch die Nacht. Worte an meine Schweizer Freunde. Insel-Verlag, Wiesbaden 1949, DNB 1008216526.
- Die Frau und die Technik (= Die kleinen Bücher der Arche. Band 290/291). Arche Verlag, Zürich 1959, DNB 452745144.
- Woran ich glaube und andere Aufsätze. Arche Verlag, Zürich 1968, DNB 457381035.

### Herausgebertätigkeit
- Ernst Troeltsch, Glaubenslehre. Nach Heidelberger Vorlesungen aus den Jahren 1911 und 1912, 1925 (posthum zu Troeltsch)

### Anthologie
- Gertrud von le Fort. Lesebuch. Ausgewählte Erzählungen. Einleitung und Kommentar von Gundula Harand und Gudrun Trausmuth. Echter, Würzburg 2012, ISBN 978-3-429-03498-6.[22]